# Rhynchaenus foliorum
Rhynchaenus foliorum är en skalbaggsart som först beskrevs av den danske naturforskaren Müller, 1764.  Rhynchaenus foliorum ingår i släktet Isochnus, och familjen vivlar.